# Bernhard Sturtzkopf
Bernhard Sturtzkopf (* 12. Dezember 1900 in Wellerode; † 26. März 1972 in Bückeburg; vollständiger Name: Bernhard Ludwig Karl Franz Joachim Sturtzkopf) war ein deutscher Architekt.

## Leben und Wirken

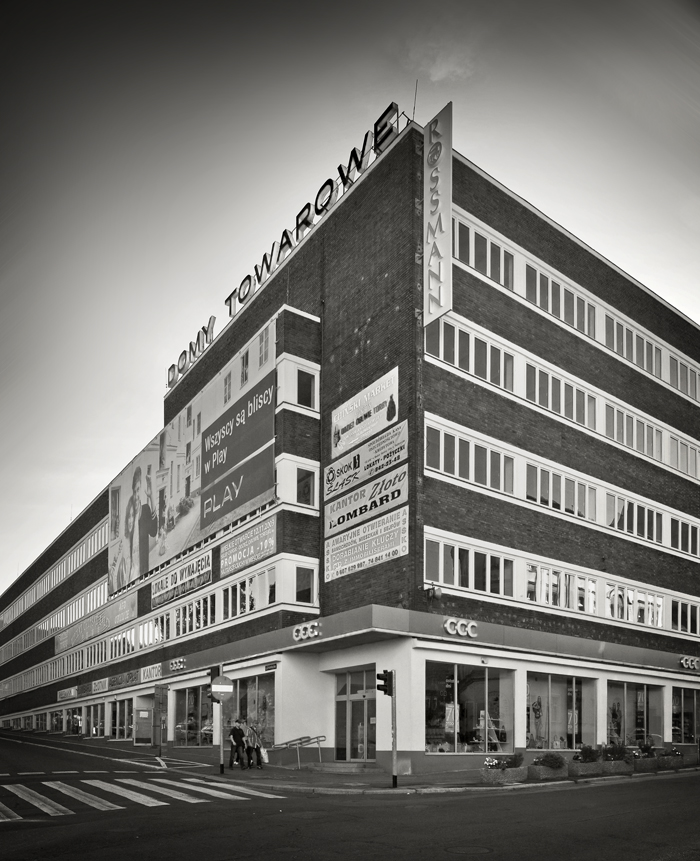
Ehemaliges Kaufhaus Schocken in Waldenburg (Foto 2010)

Sturtzkopf war um 1920/1922 Student unter Walter Gropius am Bauhaus in Weimar. Außerdem nahm er an künstlerischen Projekten von Theo van Doesburg teil. Im September 1922 war er mit dem Ehepaar von Doesburg und weiteren Künstlern Teilnehmer am Internationalen Kongress der Konstruktivisten und Dadaisten in Weimar. Ab 1924 war er Mitarbeiter im privaten Architekturbüro von Walter Gropius und wirkte u. a. als einer der Entwurfsverfasser am neuen Bauhausgebäude, den Meisterhäusern und öffentlichen Bauten in Dessau mit. 1928 trat er eine Stelle in Zwickau an und war als Architekt und Bauleiter für den Schocken-Konzern tätig. 
Unter seiner Leitung wurden u. a. die Kaufhäuser in Waldenburg (poln. Wałbrzych), Niederschlesien und Crimmitschau (1928) ausgeführt. Der Erweiterungsbau des Schocken-Kaufhauses in Oelsnitz/Erzgeb. ist von seinen Entwürfen am konsequentesten nach den Leitbild des Bauhauses ausgeführt und zählt zu den am besten erhaltenen Bauhaus-Gebäuden in Sachsen. Sturtzkopf war auch an der Errichtung des Schocken in Chemnitz unter Leitung des deutsch-jüdischen Architekten Erich Mendelsohn beteiligt. Vermutlich beschränkten sich seine Arbeiten hierbei auf die Innenarchitektur und -ausstattung. Auch am großen Kaufhaus in Waldenburg (heute Dom Handlowy Chełmiec w Wałbrzychu) ist die Zusammenarbeit mit Erich Mendelsohn ablesbar. Nach 1950 war er Direktor eines Entwurfsbüros in Zwickau und plante das 1959 bis 1961 entstandene einzige Hochhaus der Stadt Zwickau. Danach verließ er die DDR. Sturtzkopf war ein Vertreter des Neuen Bauens.